# Parlementair onderzoek sekten in België (1997)
Het parlementair onderzoek met het oog op de beleidsvorming ter bestrijding van de onwettige praktijken van de sekten en van de gevaren ervan voor de samenleving en voor het individu, inzonderheid voor de minderjarigen was een parlementair onderzoek uitgevoerd door de commissie van Justitie van de Belgische Kamer van Volksvertegenwoordigers (legislatuur 1995-1999) om een beleid van sekten uit te zetten. 
De commissie werd op 28 maart 1996 samengesteld belast met beleidsvorming rond sektes. Op 28 april 1997 werd het rapport uitgebracht door Antoine Duquesne en Luc Willems en was gepresenteerd in de Kamer van Volksvertegenwoordigers.
De lijst met organisaties waarover tijdens het onderzoek gesproken was, werd door de pers genoemd als de "sektelijst", alhoewel de commissie vertelde dat dat niet de bedoeling was. Sommige organisaties, waaronder Scientology en de Antroposofische beweging hadden kritiek op de methodologie en creatie van zo'n lijst. Het kwam om verschillende groepen in te delen op basis van hun vermeende schade (jegens leden van de groepen zelf of jegens de samenleving). De commissie hield verschillende hoorzittingen met personen die betrokken waren bij activiteiten van religieuze bewegingen of die betrokken waren bij anti-sektebewegingen.

## Definitie van "sekte"
Gezien de moeilijkheid om het begrip sekte te definiëren, besloot de commissie om een omschrijving van het sektefenomeen in drie stappen voor te stellen:
1. Een sekte stricto sensu (in strikte zin): een georganiseerde groep van personen die binnen een godsdienst dezelfde leer aanhangen. Deze bewegingen zijn respectabel en streven naar de vrijheid van de toepassing van de godsdienstvrijheid en andere grondrechten.
2. Schadelijke sekte: een groepering met een levensbeschouwelijk of godsdienstig doel die zich in haar organisatie of praktijken overgeeft aan schadelijke onwettige activiteiten, het individu of de samenleving schaadt of de menselijke waardigheid aantast.
3. Sekte als criminaliteitsfenomeen: sommige verenigingen van misdadigers gebruiken een godsdienstige façade voor het verbergen van misdadige praktijken.

Voorts stelde het rapport:
"Iedere groep waarvan de leden een verdacht, bizar, abnormaal of zonder meer ongewoon gedragspatroon vertonen op het vlak van het geloof dat ze belijden, ... wordt al te vaak - en niet altijd even onschuldig - als een «sekte» beschouwd."

## Publicatie
Het parlement keurde het rapport niet goed, en stemde ervoor om enkel de conclusies en aanbevelingen van de onderzoekscommissie (19 pagina's) aan te nemen, maar niet de lijst.  Ondanks het feit dat de lijst niet werd goedgekeurd, publiceerde de commissie alsnog het hele rapport, inclusief de lijst. Op advies van de parlementaire onderzoekscommissie werd bij wet van 2 juni 1998 het Informatie- en Adviescentrum inzake Schadelijke Sektarische Organisaties (IACSSO) opgericht. Het agentschap had de taak om de sekten verder te bestuderen en het publiek te informeren over de risico's die voortvloeien uit sektarische afwijkingen.
In 2005 werd de Belgische Kamer van Volksvertegenwoordigers veroordeeld nadat de Universal Church of God’s Kingdom, een organisatie die op de lijst voorkwam, klacht indiende voor het schade toebrengen aan hun imago.

### Antoinisme
Antoinisme werd in het parlementair rapport in een lijst over sektes opgenomen. Maar, heel wat anti-sekten-organisaties zeiden dat zij nooit sektarische tendensen bij het antoinisme hadden vastgesteld. De filosoof Luc Nefontaine zei, toen hij ondervraagd werd door de Belgische commissie, dat: 'het opstellen van een index van sektarische bewegingen (…) hem gevaarlijk leek, want het zou ook een slecht imago bezorgen aan vrij eerbare organisaties zoals (…) antoinisme’. Eric Brasseur, directeur van het Informatie- en Adviescentrum inzake schadelijke sektarische organisaties (IACSSO) zei: 'Dit is een Belgische religie, waarover we in twaalf jaar tijd nooit een klacht hebben ontvangen, een zeldzaam geval.'